# Acantholimon truncatum
Acantholimon truncatum är en triftväxtart som beskrevs av Aleksandr Andrejevitj Bunge. Acantholimon truncatum ingår i släktet Acantholimon och familjen triftväxter. Inga underarter finns listade i Catalogue of Life.